# Max & Shred
Max & Shred ist eine US-amerikanische Jugend-Sitcom, die von Jim Corston produziert und entwickelt wurde. Die erste Folge wurde am 6. Oktober 2014 von dem US-amerikanischen Fernsehsender Nickelodeon ausgestrahlt. Die erste Staffel umfasst 26 Folgen.

## Handlung
Die Serie beginnt damit, dass ein berühmter Snowboardfahrer namens Max Asher der zu den Ackermans zieht, um das Snowboardturnier vorzubereiten. Dabei lernt er Alvin und Abby Ackerman kennen. Die beiden entwickeln langsam ihre Freundschaft zueinander.

## Synchronisation
| Rolle                  | Darsteller          | Synchronsprecher                                       |
| ---------------------- | ------------------- | ------------------------------------------------------ |
| Max Asher              | Jonny Gray          | Patrick Keller                                         |
| Alvin „Shred“ Ackerman | Jake Goodman        | Sebastian Fitzner                                      |
| Abby Ackerman          | Emilia McCarthy     | Luisa Wietzorek (Folgen 1–2) Peggy Pollow (ab Folge 3) |
| Diane Ackerman         | Siobhan Murphy      | Melanie Hinze                                          |
| Lloyd Ackerman         | Jean-Michael Le Gai | Peter Flechtner                                        |
| Howie Finch            | Saara Chaudry       | Marie Christin Morgenstern                             |
| Mr. Papadopoulos       | Darryl Hinds        | Rainer Fritzsche                                       |
| Kaylee Carpenter       | Hannah Cheesman     | Cathlen Gawlich                                        |
| Yuud Nuuderuud         | Dale Whibley        | Marcel Mann                                            |

## Episodenliste

### Staffel 1
| Nr. (ges.) | Nr. (St.) | Deutscher Titel                         | Originaltitel                      | Erstausstrahlung USA | Deutschsprachige Erstausstrahlung (D) | Regie           | Drehbuch                      | Prod. Code |
| ---------- | --------- | --------------------------------------- | ---------------------------------- | -------------------- | ------------------------------------- | --------------- | ----------------------------- | ---------- |
| 1          | 1         | Der Große-Vertauschte-Haare-360°-Sprung | The Big Hair Switch 360            | 6. Okt. 2014         | 1. Feb. 2015                          | Steve Wright    | Josh Greenbaum & Ben McMillan | 101        |
| 2          | 2         | Das Romantik-Fußball-Liebes-Dreieck     | The Lien Love Triangle             | 7. Okt. 2014         | 16. Feb. 2015                         | Steve Wright    | Jennifer Daley                | 104        |
| 3          | 3         | Der 1080°-Zimmer-Twist                  | The 1080 Room Twist                | 8. Okt. 2014         | 8. Feb. 2015                          | Adam Weissman   | George Doty IV                | 102        |
| 4          | 4         | Der Erzfeind-Backflip                   | The Nosebonk Nemesis               | 9. Okt. 2014         | 22. Feb. 2015                         | Steve Wright    | Jennifer Daley                | 107        |
| 5          | 5         | Der Schneesturm-Krisen-Slide            | The Snow Day Variety Method        | 14. Okt. 2014        | 4. Apr. 2015                          | Don McCutcheon  | Josh Greenbaum & Ben McMillan | 109        |
| 6          | 6         | Der Forscherclub-Frontside              | The Frontside Hero Slide           | 15. Okt. 2014        | 21. Feb. 2015                         | Don McCutcheon  | Ethan Banville                | 106        |
| 7          | 7         | Das Aberglaube-Auktions-Desaster        | The Blunt Stall Auction Flail      | 16. Okt. 2014        | 15. Feb. 2015                         | Steve Wright    | Ethan Banville                | 103        |
| 8          | 8         | Der Flamebook-Pro-Frontside             | The Alt-Ctrl-Shifty Laptop Burn    | 20. Okt. 2014        | 12. Apr. 2015                         | Don McCutcheon  | Mike Kiss                     | 110        |
| 9          | 9         | Der Robo-Baby-Crash                     | The Half-Cab Robot Baby Bonk       | 21. Okt. 2014        | 19. Apr. 2015                         | Larry A. McLean | Ethan Banville                | 111        |
| 10         | 10        | Der Angel-Horror-Double Flip            | The Stalefish Double Flip          | 22. Okt. 2014        | 3. Mai 2015                           | Larry A. McLean | Jennifer Daley                | 112        |
| 11         | 11        | Der Shampoonierte Geburtstags-Salto     | The Switch Shift Birthday Party    | 3. Nov. 2014         | 17. Feb. 2015                         | Don McCutcheon  | Mike Kiss                     | 105        |
| 12         | 12        | Der doppelte Hirnfrost Fro-Yo           | Nose Butter Brain Freeze           | 4. Nov. 2014         | 27. Feb. 2015                         | Adam Weissman   | George Doty IV                | 108        |
| 13         | 13        | Das eingesprungene Intelligenz-Duell    | The Academic Bowl Chong Problem    | 5. Nov. 2014         | 4. Apr. 2015                          | Don McCutcheon  | Mike Kiss                     | 113        |
| 14         | 14        | Der Poolmonster-Fashion-Olly            | The Switch Jolly Mambo Varial      | 17. Nov. 2014        | 19. Mai 2015                          | Don McCutcheon  | Ethan Banville                | 114        |
| 15         | 15        | Die Fro-Yo-Laden-360°                   | The Yeti Misty Flip Makeover       | 18. Nov. 2014        | 20. Mai 2015                          | Keith Samples   | Jennifer Daley                | 115        |
| 16         | 16        | Der Autobiographie-Fakie                | The Air-to-Fakie Autobiography     | 19. Nov. 2014        | 21. Mai 2015                          | Keith Samples   | Mike Kiss                     | 116        |
| 17         | 17        | Der stachelige Pfadfinder-Crash         | The Blindside Scoutmaster Disaster | 5. Jan. 2015         | 28. Mai 2015                          | Steve Wright    | Mike Kiss                     | 121        |
| 18         | 18        | Der Streichemeister-Backflip            | The Joey Huckfest Prankpipe        | 6. Jan. 2015         | 22. Mai 2015                          | Don McCutcheon  | Ethan Banville                | 117        |
| 19         | 19        | Der finnische Pechsträhnen-Überschlag   | The Buttery Bad Luck Streak        | 7. Jan. 2015         | 25. Mai 2015                          | Don McCutcheon  | Jennifer Daley                | 118        |
| 20         | 20        | Der Familien-Backside-Flip              | The Backside Family Eggflip        | 12. Jan. 2015        | 27. Mai 2015                          | Steve Wright    | Jennifer Daley                | 120        |
| 21         | 21        | Der Tischtennis-Assistenten-Spin        | Boardercross Bionic Boost          | 13. Jan. 2015        | 29. Mai 2015                          | David Winning   | Jennifer Daley                | 122        |
| 22         | 22        | Der Hundeallergie-Backflip              | The Goofy Tamedog Air              | 14. Jan. 2015        | 6. Dez. 2015                          | David Winning   | Mike Kiss                     | 123        |
| 23         | 23        | Der Krankentag-Flip                     | The Chill Bro Lipslide             | 15. Jan. 2015        | 26. Mai 2015                          | Tony Poffandi   | Ethan Banville                | 119        |
| 24         | 24        | Der eingesprungene Liebes-Switch        | The Switch Inward Love Flip        | 16. Jan. 2015        | 13. Dez. 2015                         | Keith Samples   | Ethan Banville                | 124        |
| 25         | 25        | Der Ahornsirup-Frontside-Flip           | The Slopestyle Syrup Slob          | 27. Juni 2015        | 20. Dez. 2015                         | Steve Wright    | Mike Kiss                     | 125        |
| 26         | 26        | Der Abschieds-Backflip                  | The Perfect Layback Life           | 11. Juli 2015        | 27. Dez. 2015                         | Steve Wright    | George Doty IV                | 126        |

### Staffel 2
| Nr. (ges.) | Nr. (St.) | Deutscher Titel                  | Originaltitel                      | Erstausstrahlung USA | Deutschsprachige Erstausstrahlung (D) | Regie        | Drehbuch       | Prod. Code |
| ---------- | --------- | -------------------------------- | ---------------------------------- | -------------------- | ------------------------------------- | ------------ | -------------- | ---------- |
| 27         | 1         | Der Erinnerungs-Fälscher-McTwist | The McTwisted Memory Making        | ?                    | 8. Jan. 2016                          | Steve Wright | Mike Kiss      | ?          |
| 28         | 2         | ?                                | The Shifty Girlfriend 360          | ?                    | 11. Jan. 2016                         | ?            | ?              | ?          |
| 29         | 3         | Der Lebens-Coach Karriere-Spin   | The Inverted Life Coach Layout     | ?                    | 12. Jan. 2016                         | Steve Wright | Jennifer Daley | ?          |
| 30         | 4         | Der Reality-Show-Twist           | The Tail Grab Reality Run          | ?                    | 13. Jan. 2016                         | Steve Wright | ?              | ?          |
| 31         | 5         | Der Geisterjäger-Backflip        | The Ghostly Grommet Bust           | ?                    | 14. Jan. 2016                         | ?            | ?              | ?          |
| 32         | 6         | Der verrückte Familien-Crash     | The Freeriding Family Mashup       | ?                    | 15. Jan. 2016                         | ?            | ?              | ?          |
| 33         | 7         | Der Fiasko-Date Backflip         | The Duckfooted Dreadful Date       | ?                    | 20. März 2016                         | ?            | ?              | ?          |
| 34         | 8         | Das Rock ‚n‘ Roll Rodeo          | The Rock And Roll Rodeo 540        | ?                    | 27. März 2016                         | ?            | ?              | ?          |
| 35         | 9         | Der Raketenboard-Spin            | The Spaghetti Air Science Fair     | ?                    | 3. Apr. 2016                          | ?            | ?              | ?          |
| 36         | 10        | Der Maskottchen-Switch           | The Max Air Maxcot Method          | ?                    | 10. Apr. 2016                         | ?            | ?              | ?          |
| 37         | 11        | Der Handschellen-Tanz-Flip       | The Big Dance Hand Plant 360       | ?                    | 17. Apr. 2016                         | ?            | ?              | ?          |
| 38         | 12        | Der College-Fakie                | The Crossbone Method College Caper | ?                    | 24. Apr. 2016                         | ?            | ?              | ?          |
| 39         | 13        | Der Bananen-Spray Backflip       | The Kickin’ Chicken Banana Stack   | ?                    | 1. Mai 2016                           | ?            | ?              | ?          |